# Monte de Peneda
Este artículo trata sobre una montaña gallega, para la montaña portuguesa ver: Santuario de Nossa Señora da Peneda.
El Monte de Peneda es un pico de montaña gallego. Tiene una altitud de 329 metros y está situado en la parroquia de Redondela de O Viso. Desde su cumbre se divisa la Ría de Vigo, las Islas Cíes e incluso la Playa de Cesantes y la Isla de San Simón. 

## Historia
Por su situación estratégica, al ser un punto alto en medio de una orografía llana, fue utilizado como asentamiento castreño, aunque sólo se conservan restos de las murallas exteriores. También por este mismo motivo perteneció a Pedro Madruga, célebre por enfrentarse al centralismo de los Reyes Católicos. También se construyeron varios castillos medievales, posteriormente destruidos en diferentes conflictos. Destaca sobre todo el castillo de Castrizán construido en 1477 por el arzobispo de Santiago Don Alonso de Fonseca II, para rodear el castillo de Sotomayor y mantener el control sobre Pedro Madruga.

## Ermita de la Virgen de las Nieves
Uno de los elementos más conocidos de esta montaña es la todavía en pie Ermita de la Virgen de las Nieves, también conocida como Ermita de Peneda. Fue construida alrededor del siglo XVIII y hasta ahora ha sido escenario de numerosas romerías y fiestas. Además de la ermita, la cima de la montaña tiene un mirador desde el que se puede ver el entorno de la parroquia e incluso las Islas Cíes.

## Galería de imágenes

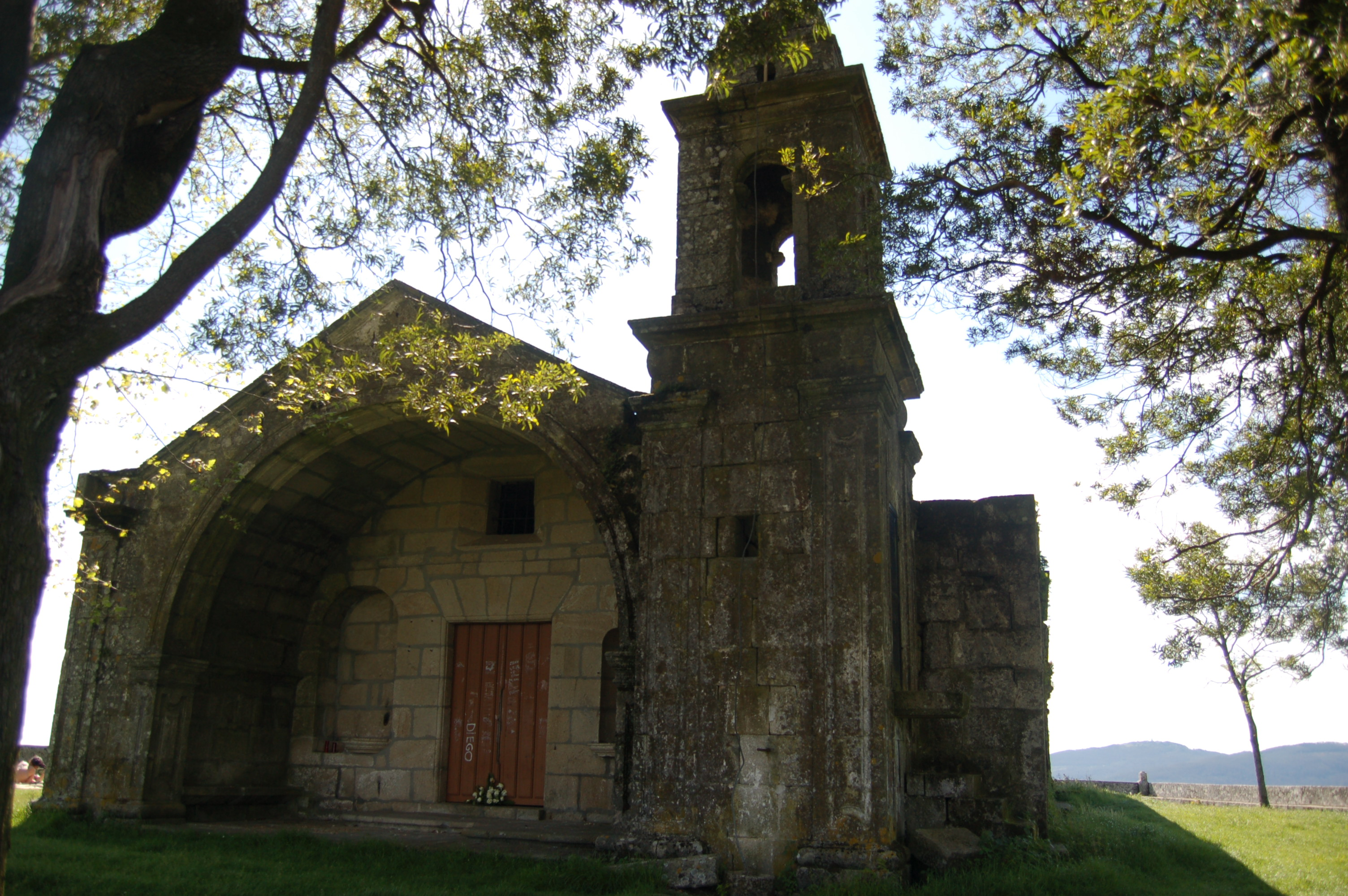
Ermita de la Virgen de las Nieves, en lo alto del Monte da Peneda.
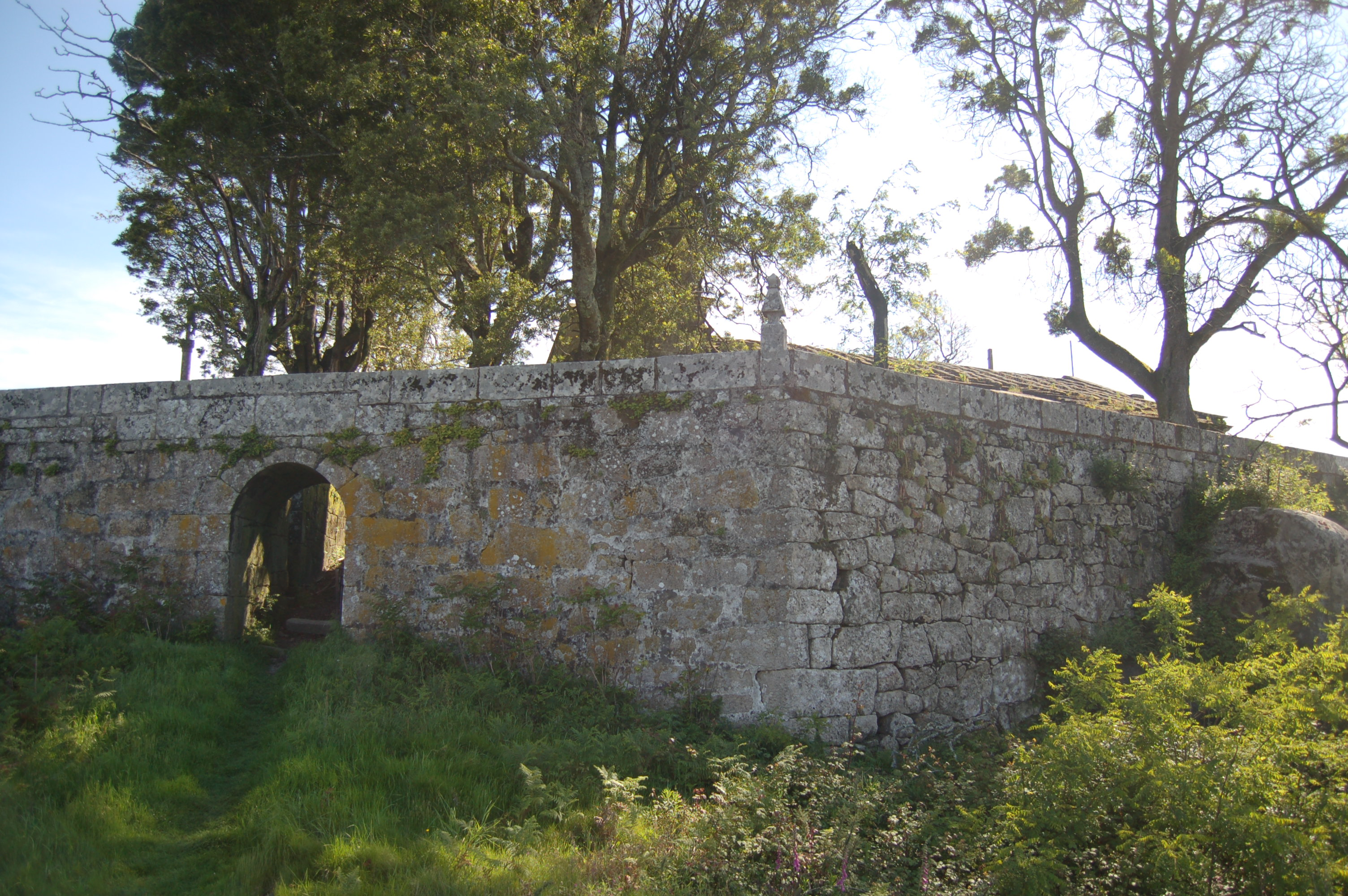
Restos de la muralla del Monte da Peneda.
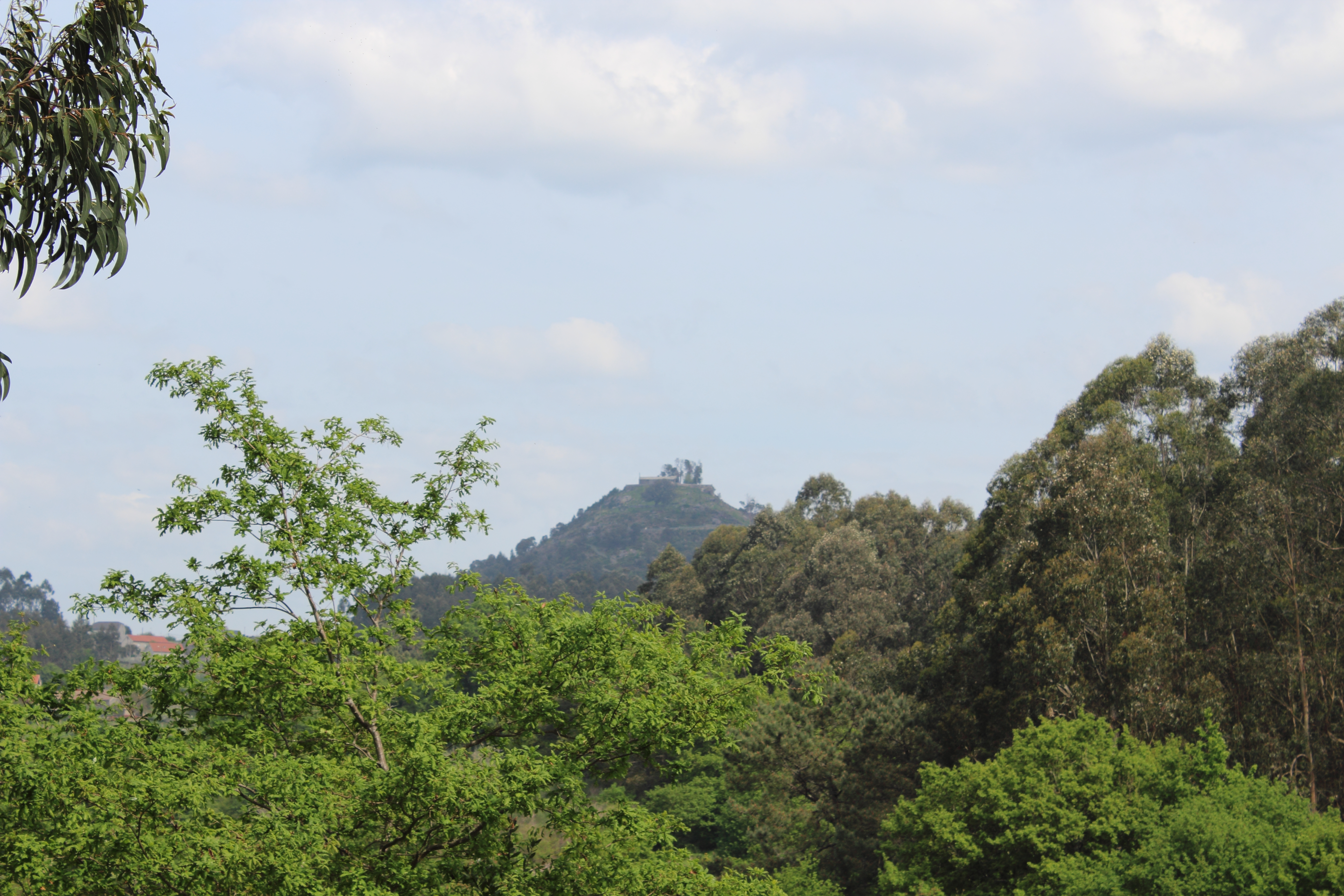
La Peneda desde O Viso.

### Otros artículos
- El Viso, Redondela
- Ermita de la Virgen de las Nieves
- Castro de Peneda